# سوزان ريتشارد نيلسون
سوزان ريتشارد نيلسون (بالإنجليزية: Susan Richard Nelson)‏ هي قاضية ومحامية أمريكية، ولدت في 7 ديسمبر 1952 في بوفالو في الولايات المتحدة.